# استراوبری (آریزونا)
استراوبری (به انگلیسی: Strawberry) یک منطقهٔ مسکونی در ایالات متحده آمریکا است که در شهرستان جیلا، آریزونا واقع شده‌است. استراوبری ۲۴٫۵۲ کیلومتر مربع مساحت و ۲٬۳۱۰ نفر جمعیت دارد و ۱٬۷۶۷٫۸۶ متر بالاتر از سطح دریا واقع شده‌است.